# Dymondia
Dymondia iés un gènere de plantes amb flors asteràcies. Només se’n coneix una espècie, Dymondia margaretae, endèmica de la regió de la Cape Province de Sud-àfrica.

## Cultiu
- Llum: de ple sol a mitja ombra
- Hàbit: 5 cm d'alçada, d'esten fent una catifa de color verd platejat que cobreix la terra.
- Aigua: tolera molt la secada. Té arrels profundes
- Resistència a les glaçades: 20 °F
- Sòl: Molt sorrenc o amb un substrat artificial que contingui un 40% de matèria orgànica, un 30% de lava vermella i un 30% de sorra de riu. Es pot afegir perlita a la mescla i fa que la planta creixi més ràpidament en els testos

L'any 2015 l'IRTA va estudiar aquesta i altres espècies, a les instal·lacions de Torre Marimon (Caldes de Montbui), per a fer cobertes vegetals urbanes.
.